# Stuart Izabella breton hercegné
Stuart Izabella (Skócia, 1426 – 1494. október 13./1499. március 3.), skót gaelül: Iseabail Stiùbhart Nic Rìgh Sheumais I, bana-phrionnsa na h-Alba, skót (angol) nyelven: Isabella o Scotland, Duchess o Brittany,  Isabella Stewart of Scotland, franciául: Isabelle Stuart/Isabelle d'Écosse, Duchesse de Bretagne, bretonul: Izabel Stuart, priñsez eus Bro-Skos, dugez Breizh, latinul: Isabella (Elisabeth) Stuart Scotiae filia Iacobi Scotorum regis, ducissa Britonum/Britanniae, skót királyi hercegnő, Skócia trónörököse a nővére, Margit halála (1445) után az unokaöccse, a későbbi III. Jakab megszületéséig, házassága révén Bretagne hercegnéje. Stuart Eleonóra tiroli grófné és Stuart Annabella hercegnő ifjabb nővére.

## Élete

Izabella címere

Édesapja I. Jakab skót király, III. Róbert skót király és Annabella Drummond fia. Édesanyja Lancasteri (Beaufort) Johanna, Somerset grófnője, Lancasteri (Beaufort) Jánosnak, Somerset grófjának és Margaret Hollandnek a leányaként Genti János lancasteri herceg unokája és III. Eduárd angol király dédunokája.
Izabella a francia udvarban nevelkedett nővérei társaságában. A testvérek közül a legidősebb, Stuart Margit (1424–1445) a francia trónörökösnek, a későbbi XI. Lajos francia királynak volt az első felesége. 
Izabella volt Margit legidősebb húga, és 14 évesen 1441. szeptember 29-én eljegyezték VI. János breton herceggel, de a házasság nem jött létre, mert a herceg a következő évben,  1442. augusztus 29-én 52 évesen meghalt. Ekkor az elhunyt uralkodó 28 éves, két éve megözvegyült fiával és örökösével I. Ferenc breton herceggel kötött házasságot 1442. október 30-án Auray-ban. A házasságukból két lányt született, aki közül az idősebb, Margit Bretagne hercegnéje lett II. Ferenc breton herceg első feleségeként.
Izabella legidősebb húga, Johanna (1428 (körül)–1486) siketnéma volt, és 1445. augusztusától 1458 tavaszáig élt Franciaországban, majd visszatért Skóciába és Morton grófnéja lett.
Izabella második húga, Eleonóra 1449. február 12-én ment feleségül Zsigmond osztrák főherceghez és Tirol grófjához. Házasságuk nagyon hosszú ideig gyermektelen maradt, majd 1480 novemberében a 40-es éveiben járó főhercegné fiút szült. Wolfgang 1480-ban röviddel a születése után meghalt. Nem sokkal gyermeke világra hozatala után Eleonóra is elhalálozott. 
A harmadik húga, Mária (–1465) Wolfert van Borselen németalföldi helytartónak, Franciaország marsalljának a felesége lett.
A legkisebb húgát, Annabellát Savoyai Lajos herceggel, I. Lajos savoyai herceg és Lusignan Anna ciprusi királyi hercegnő másodszülött fiával jegyezték el. A házassági szerződést Lajos és Annabella között 1444. december 14-én kötötték meg. A savoyai–skót házasságot 1447. december 17-én kötötték meg, de Annabella csak 1455-ben utazott el a savoyai udvarba, a házasságukat azonban politikai okokból 1458-ban semmissé nyilvánították. Annabella Johanna nővérével együtt visszatért Skóciába, ahol 1459. március 10-bén feleségül ment George Gordonhoz, Huntly későbbi grófjához.
Izabella férje 1450. július 17-én halt meg, és mivel fiuk nem született, és férjének egyetlen fia az első házasságából még kisgyermekkorában meghalt, így Izabella sógora, II. Péter került Bretagne hercegi trónjára, majd az ő gyermektelen halálával férje nagybátyja, III. Artúr következett, akinek az utóda 1458-ban néhai férje elsőfokú unokatestvére, Margit lányának a házastársa, II. Ferenc lett. Izabella túlélte mind az elsőszülött lányát, mind legidősebb lányától született fiúunokáját, ezzel utódai nem uralkodhattak Bretagne trónján, de kisebbik lánya révén számos leszármazottja volt.

## Gyermekei
- Férjétől, I. Ferenc (1414–1450) breton hercegtől, 2 leány: 
  - Margit (1443 /körül/–1469), férje II. Ferenc (1433–1488) breton herceg, 1 fiú:
    - Ferenc (1463. június 29. – 1463. augusztus 25.) breton trónörökös

  - Mária (1444 /körül/–1506/11), férje II. (Rohan) János (1452–1516), León hercegw Bretagne-ban.[5] Porhoët grófja,[6] Rohan algrófja, 7 gyermek, többek között: 
    - Rohan Anna (–1529), férje Rohan Péter (–1525), Carentan algrófja, 2 fiú, többek között:
      - I. (Rohan) Renátusz (René) (1516–1268), León hercege Bretagne-ban. Porhoët grófja, Rohan algrófja,[7] felesége Albret Izabella (1513/4–1571/1572) navarrai királyi hercegnő, III. János navarrai király és I. Katalin navarrai királynő lánya, 5 gyermek, többek között: 
        - Henrik (1535–1575), I. Henrik néven Rohan algrófja, felesége Tournemine Franciska (–1585 után), la Hunaudaye (bretonul: Koad Lanveur) úrnője, 1 leány
        - Franciska (1540 körül–1591), Loudon hercegnője, Medici Katalin francia királyné udvarhölgye, férje Francois Lesfelle, Guebriand ura, szeretőjétől, Savoyai Jakab (1531–1585) nemours-i hercegtől, két fiú
        - Renátusz (René) (1550 körül–1586), II. Renátusz néven Rohan algrófja, felesége Catherine de Parthenay (1554–1631), Soubise úrnője, 3 gyermek